# Acton (Maine)
Pour les articles homonymes, voir Acton.
Acton est une ville des États-Unis située dans le comté de York et l'État du Maine.
En 2010, sa population était de 2 447 habitants. Elle inclut les villages de Acton, Miller Corner et South Acton. Elle est située sur la rie orientale du lac Great East.

## Source
- (en) Cet article est partiellement ou en totalité issu de l’article de Wikipédia en anglais intitulé « Acton, Maine » (voir la liste des auteurs).